# Somerdale
Somerdale és una població dels Estats Units a l'estat de Nova Jersey. Segons el cens del 2007 tenia 5.079 habitants.

## Demografia
Segons el cens del 2000, Somerdale tenia 5.192 habitants, 2.068 habitatges, i 1.379 famílies. La densitat de població era de 1.463,2 habitants/km².
Dels 2.068 habitatges en un 27,5% hi vivien nens de menys de 18 anys, en un 48,4% hi vivien parelles casades, en un 12,1% dones solteres, i en un 33,3% no eren unitats familiars. En el 29,6% dels habitatges hi vivien persones soles el 9,5% de les quals corresponia a persones de 65 anys o més que vivien soles. El nombre mitjà de persones vivint en cada habitatge era de 2,51 i el nombre mitjà de persones que vivien en cada família era de 3,11.
Per edats la població es repartia de la següent manera: un 22,3% tenia menys de 18 anys, un 7% entre 18 i 24, un 31,3% entre 25 i 44, un 24% de 45 a 60 i un 15,4% 65 anys o més.
L'edat mediana era de 39 anys. Per cada 100 dones de 18 o més anys hi havia 94,4 homes.
La renda mediana per habitatge era de 46.898 $ i la renda mediana per família de 54.200 $. Els homes tenien una renda mediana de 37.008 $ mentre que les dones 31.237 $. La renda per capita de la població era de 21.259 $. Aproximadament el 6,4% de les famílies i el 5,5% de la població estaven per davall del llindar de pobresa.

## Poblacions més properes
El següent diagrama mostra les poblacions més properes.